# Psychoda flagellata
Psychoda flagellata és una espècie d'insecte dípter pertanyent a la família dels psicòdids que es troba a Centreamèrica: Nicaragua (els departaments de Zelaya, Río San Juan, Masaya i León) i Costa Rica.